# Ghosthunter
(Richmond Digitale)
Ghosthunter è un videogioco per PlayStation 2  distribuito dalla Sony e sviluppato dalla SCE Cambridge Studio, creatori della saga di MediEvil e di Primal. Direttore e produttore del gioco è James Shepherd.
Ghosthunter è stato distribuito nelle versioni europea, nordamericana e giapponese. Nella versione europea il gioco è interamente tradotto nelle lingue inglese, francese, tedesco, spagnolo, italiano e portoghese. I due siti ufficiali del gioco sono stati chiusi entrambi da molto tempo. Nel Regno Unito il gioco è stato in pubblicizzato in televisione.

## Trama
La storia è ambientata nel 2003 (l'anno di uscita del gioco) e comincia dalla scuola abbandonata di Detroit, Montasaye High. Il novello agente Lazarus Jones e il suo superiore, l'agente Anna Steele, si trovano nella scuola per fare ulteriori indagini sull'omicidio di 2 anni prima che ha riguardato ben 10 studenti e un membro dello staff. Si suppone che siano stati uccisi dal professore di scienze della scuola, Peter Brook.
I due agenti si dividono: Steele perlustra i piani superiori mentre Lazarus il seminterrato dove trova un laboratorio segreto. Impulsivamente, Lazarus preme un bottone rosso aprendo così il macchinario contenente una moltitudine di fantasmi che scappano in tutte le direzioni. Uno di loro però entra dentro Lazarus che perde per poco tempo i sensi. Al suo risveglio si riunisce con Anna ma uno degli spettri usciti dalla Matrice la rapisce.
Lazarus si ritrova da solo a mettere a posto tutto il pasticcio che ha combinato... A dargli indicazioni c'è il macchinario stesso che, attraverso uno schermo con l'immagine di una testa, può dialogare con lui. Il Macchinario dice di essere il guardiano della Matrice e la guida dei Ghosthunter.
Lazarus è un valido candidato per cominciare questo lavoro, avendo il potere della seconda vista donatagli dalla fusione con lo spettro; così la macchina gli dona delle armi e apre un varco per il trasferimento spettrale che consente di raggiungere i luoghi dove catturare gli spettri. In più dice a Lazarus che il Professor Brook è nientemeno che il suo creatore: questo fa scattare l'agente Jones, che non era affatto entusiasta di cominciare a cacciare fantasmi; prende armi, divisa e va alla ricerca di Anna e della verità catturando tutti i fantasmi che incontra sul suo cammino.

## Caratteristiche di gioco
Ghosthunter è un videogame principalmente di azione. La cattura dei fantasmi con le armi è alla base del gioco e per questo molti giocatori lo scambiano per un survival horror. In realtà è un gioco che non è stato creato soltanto per spaventare; infatti nei filmati è presente una buona dose di umorismo. Tuttavia, le ambientazioni sono tipiche dei giochi e dei film horror: case maledette, navi fantasma, prigioni abbandonate ecc.
Essendo Ghosthunter un gioco acchiappa-fantasmi, è chiaramente ispirato al film Ghostbusters e Sir William Hawksmoor assomiglia molto all'antagonista Vigo il Carpatico del secondo film.
La modalità di gioco è a giocatore singolo ma i personaggi controllabili sono due: Lazarus Jones e il fantasma che si nasconde nel corpo di Lazarus, che lui chiama "Astrale". Astrale può essere evocata tramite dei varchi spettrali che si trovano sul pavimento e sono situati sempre in punti dove Lazarus non può agire se non con il suo aiuto. Il fantasma può infatti apprendere delle tecniche che assorbe quando Lazarus cattura un certo numero di fantasmi di una determinata razza.
Oltre a esplorare, interagire con alcuni oggetti per risolvere alcuni “puzzle” e catturare fantasmi, si può ricostruire la storia di ogni singolo livello grazie ai personaggi che si incontrano durante l'avventura e ai fogli che si trovano ogni tanto per terra.
Un elemento che per molti giocatori è negativo è la modalità di puntamento del fucile e della telecamera che è affidata ai due controller analogici. Tuttavia, per non avere problemi, è sufficiente muovere entrambe le levette quando Lazarus è in "modalità caccia".

## Scelta del finale
I creatori del gioco hanno voluto fare un finale assolutamente nuovo e inaspettato. Quando ci si trova vicino alla fine del livello, c'è una grande sala con tantissima energia e munizioni: di solito nei videogiochi questo preannuncia lo scontro finale con il boss. A Ghosthunter è invece una "trappola per il giocatore" che ovviamente raccoglierà tutto e si preparerà psicologicamente allo scontro finale. Ma dopo poco, nel filmato d'intermezzo, al protagonista vengono portate via le armi (e quindi sarà stato del tutto inutile raccogliere le munizioni), Astrale, e viene persino ucciso, lasciando il giocatore a bocca aperta.
Come se il colpo di scena non bastasse, appare la schermata di inizio gioco con le scritte “nuova partita”, “carica partita” e “opzioni” facendo credere che il gioco sia finito sul serio. Invece la schermata è fasulla e il gioco, dopo poco, riprende. Il vero finale, perciò, viene dopo ancora un po' di gioco, con il classico scontro fra protagonista e antagonista e il filmato finale.

## Grafica
La grafica di questo gioco spinge al limite la console per i dettagli che sono stati inseriti. Le animazioni, specialmente quelle facciali, sono molto realistiche e addirittura la pelle forma le rughe a seconda delle espressioni. L'acqua e l'erba si muovono quando Lazarus ci cammina sopra e i suoi pantaloni si bagnano; se passa vicino a una tenda riesce a farla sventolare. I fantasmi sono luminosi e trasparenti e ci sono ovunque texture molto dettagliate tanto che persino le cordicelle dello sciacquone ce l'hanno.
Per l'alta qualità della grafica, Ghosthunter è stato inserito nella classifica IGN dei giochi PS2 dalla grafica più bella di tutti i tempi.
Non mancano però alcuni errori di grafica, per esempio elementi di gioco che a volte scompaiono, Lazarus che in determinati punti esce addirittura dallo schermo e personaggi che si possono vedere all'interno. In più, anche se le animazioni sono molto realistiche, le mani dei personaggi non si muovono bene.
La versione americana presenta differenze grafiche da quella europea come alcuni filmati in più, nemici con un aspetto differente e pezzi di livello costruiti in altro modo.

## Musica
Le musiche sono di Martin Rex, deceduto prima che il gioco fosse completato.

## Doppiaggio
Nella versione europea il doppiaggio è interamente nelle lingue inglese, francese, tedesco, spagnolo, italiano e portoghese. In qualche filmato d'intermezzo il labiale dei personaggi è proprio quello della lingua selezionata.

### Doppiaggio italiano
Nella versione italiana ci sono delle differenze con il filmato iniziale inglese: una parte di dialogo è tagliata e Lazarus chiama Anna "James Bond" invece di "Jane Bond". Un altro taglio dei dialoghi nella versione italiana è presente nel filmato del quarto livello, quando Lazarus incontra per la prima volta il Colonnello: ad un certo punto del discorso parla delle battaglie dei suoi antenati ma la nostra versione ha omesso il fatto che erano tutti morti. Infine il Professore chiama i Poltergeist “spiriti malvagi” mentre in quella inglese, “spiriti rumorosi”: nella versione originale viene rispettata quella che è in effetti la traduzione del nome dal tedesco.

### Lista doppiatori italiani
Stranamente la lista ufficiale del doppiaggio italiano è leggermente sbagliata.
| Personaggio             | Doppiatore                                                     |
| ----------------------- | -------------------------------------------------------------- |
| Lazarus Jones           | Riccardo Rossi                                                 |
| Anna Steele             | Tiziana Avarista                                               |
| Peter Richmond/Digitale | Antonio Sanna                                                  |
| William Hawksmoor       | Dario Penne                                                    |
| Il Parlamento           | Anna Rita Pasanisi, Massimo De Ambrosis                        |
| Cavaliere               | Sandro Sardone                                                 |
| Lady De Montford        | Anna Rita Pasanisi                                             |
| Capo dei Redneck        | Nino Prester                                                   |
| Junior                  | Simone Mori                                                    |
| Billy Boy               | Andrea Lavagnino                                               |
| Ragazza Redneck         | Marina Giordana                                                |
| Prete                   | Antonio Sanna                                                  |
| Sindaco                 | Marco Mete                                                     |
| Mostro della palude     | Simone Mori                                                    |
| Bibliotecaria           | Stefanella Marrama                                             |
| Colonnello Fortesque    | Francesco Pannofino                                            |
| Soldato londinese 1     | Massimo De Ambrosis                                            |
| Soldato londinese 2     | Andrea Lavagnino                                               |
| Capo Alpha Team         | Simone Mori                                                    |
| Capo Bravo Team         | Andrea Lavagnino                                               |
| Capo Delta Team         | Simone Mori                                                    |
| Detonatore              | Massimo De Ambrosis, Andrea Lavagnino, Marco Mete, Simone Mori |
| Warden Mc Carthy        | Simone Mori                                                    |
| Inviato                 | Andrea Lavagnino                                               |
| Moglie di Frank Agglin  | Tiziana Avarista                                               |
| Figlia di Frank Agglin  | Eleonora De Angelis                                            |
| Frank Agglin            | Sandro Sardone                                                 |
| Guardiano elettrico     | Marco Mete                                                     |

## Extra
Nei videogiochi Cambridge, di solito, ci sono molte sorprese extra, ma in Ghosthunter non c'è quasi nulla. I codici sbloccabili per facilitare il gioco sono solo 2 e c'è soltanto un filmato nascosto nella schermata di inizio gioco se si lasciano passare alcuni minuti. Anche nei livelli non c'è niente di extra da trovare né parti di livello nascosti. In più non è nemmeno necessario catturare tutti i fantasmi del gioco non essendoci premi o elementi sbloccabili di nessun genere, né durante il gioco né alla fine.

## Personaggi
Lazarus Jones
Ha 24 anni ed è da poco un poliziotto di Detroit specializzato in omicidi. È curioso ed impulsivo e non ha mai creduto ai fantasmi. Adora scherzare e non sopporta che il Macchinario gli dia ordini. È fuso con una ragazza fantasma che lui ha battezzato col nome "Astrale". Questa unione gli dona il potere della seconda vista, cioè può vedere i fantasmi. Adora tenere sempre in mano la sua pistola tant'è che spesso ci gesticola quando parla. Ha una macchina azzurra con la targa LAZ 469 che è parcheggiata davanti alla scuola.
Il nome "Lazarus" non gli è stato dato a caso: proprio come il personaggio Lazzaro del Vangelo, Lazarus alla fine del gioco muore e ritorna in vita ma grazie alla “macchina della resurrezione”. Nell'ultimo livello si ha la possibilità di controllare lo spirito di Lazarus che fluttua e brilla di blu come quello di Astrale.
Buffamente, se si lascia il personaggio fermo, fa qualche mossa da solo; se ha in mano la pistola, si gratta le "parti basse".
Nei primi schizzi del personaggio Lazarus aveva una lunga giacca rossa e una camicetta gialla all'”hawaiana”. Nella prima versione 3D aveva un'altra tuta e una faccia allungata con una bocca molto piccola. Curiosamente, quando diventa un fantasma nel gioco ultimato, ha esattamente la stessa faccia della versione precedente. Sul vecchio sito (ormai chiuso) di Jason Wilson, uno dei disegnatori del gioco, diceva che per fare l'aspetto di Lazarus il team aveva preso spunto dall'attore Brad Pitt.
Anna Steele
Ha trent'anni ed è il superiore di Lazarus. È un tipo che prende sul serio il suo lavoro, infatti non dà corda a Lazarus quando scherza. È stata rapita dallo spirito di Sir William Hawksmoor che vuole il suo corpo per i suoi piani. Lei non ha la seconda vista e quindi non può vedere il suo rapitore ma può solo sentirne la voce. Molte volte Hawksmoor la controlla come una bambola senza vita.  Proprio in quello stato, verso la fine del gioco, Anna spara a Lazarus due colpi: uno lo colpisce al braccio e l'ultimo al cuore. Alla fine dell'avventura, Lazarus commenta che due proiettili per ucciderlo non sono cose che può fare un professionista.
Nei primi schizzi del personaggio, Anna aveva l'aspetto di una ragazza punk e prima che il gioco fosse finito, nella versione 3D, Anna aveva i capelli ritti.
Kate Heller/Astrale
Quando era in vita lavorava assieme al Professor Richmond presso uno studio di ricerca sul paranormale in Arizona negli anni settanta/ottanta, per conto dell'esercito americano. Lei doveva essere “la viaggiatrice astrale”. Purtroppo, durante l'esperimento, Kate rimase intrappolata nella sua forma astrale e non riuscì più a tornare nel suo corpo. Si fuse cosí con il professor Richmond e lo aiutò durante i suoi viaggi.
È molto conosciuta dai Redneck tanto che il capo la chiama amichevolmente "Tinkerbell" - Campanellino, come la fata di Peter Pan - e nel vederla, libera immediatamente Lazarus quando viene fatto prigioniero da loro, credendolo un nemico. Da Lazarus è chiamata “Astrale” perché il macchinario del Professore la chiamò la prima volta "forma astrale". Hawksmoor la chiama “la prescelta” perché pensa che possa farlo tornare in vita. Lui ha il suo corpo e si sa, grazie al filmato introduttivo, che il Professore abbia cercato di riprenderselo assaltando la sua magione. Però Hawksmoor ha bisogno anche del suo spirito, per questo continua a darle la caccia. Verso la fine della storia verrà separata forzatamente da Lazarus per completare la macchina della resurrezione, per poi ricongiugersi con lui dopo la distruzione di quest'ultima. Non si sa cosa sia successo al suo corpo alla fine.
Sotto forma di Astrale, Kate ha varie abilità: materializzazione (la si sblocca col Revenant, di colore rosso), incantamento (la si sblocca con l'Urlatore, di colore giallo), teletrasporto (la si sblocca con le Figlie di Oakville, di colore verde), spostamento (la si sblocca col Poltergeist, di colore rosa), possessione (la si sblocca con le Guardie di Devil's Scar, di colore arancio). Può uscire fuori dal corpo di Lazarus quando lui si trova nel centro dei varchi spettrali, cerchi di luce magici. Stranamente l'icona delle abilità di possessione di Astrale ha più l'aspetto di un Blue Spook, anche se questa abilità le viene data dalle Guardie.
Astrale appare in anteprima dopo il filmato finale del videogioco Cambridge Primal, per fare pubblicità a Ghosthunter che sarebbe uscito qualche mese dopo. Nel filmato appare mostruosa, con i capelli rosei, corti e ritti e la veste stracciata, proprio come nel primo schizzo del personaggio.
Sir William Hawksmoor
Principale antagonista del gioco. È il fantasma di un cavaliere medievale; ha 536 anni, nato in Inghilterra nel XII secolo, molto potente al suo tempo. Tutto ciò che muove le sue azioni è il voler tornare in vita e pensa, per una profezia che gli è stata riferita, che ci sarebbe riuscito grazie alla "prescelta" che lui stesso avrebbe riconosciuta. Però sembra che questo desiderio sia più del Parlamento, i due spiriti con la voce di un uomo e di una donna che controllano nell'ombra Hawksmoor. Il cavaliere pensa che Kate Heller sia la donna che cerca e così, quando ci fu “l'incidente della viaggiatrice astrale”, entrò dentro la base nascosta dell'esercito e convinse tutti a stare ai suoi ordini, con la scusa che li avrebbe aiutati a sconfiggere qualsiasi nemico; lui in cambio voleva il corpo e lo spirito di Kate e sfruttare a suo piacimento il Professor Richmond.
Riguardo alla sua vita si viene a sapere che riuscì, grazie al suo carisma, a diventare il consigliere del re. Questo fu fonte di grande invidia da parte di tutti che complottarono per toglierlo di mezzo. Fu ucciso da alcune guardie per ordine del re che addirittura ordinò anche la violenza sulla sua donna. Hawksmoor veniva visto in due modi dal popolo: per chi lo amava lui era “l'aquila reale”, un valoroso crociato; per i suoi nemici era “l'aquila nera” un cavaliere spietato, amante della carneficina. Quando parla si capisce subito che è un uomo molto colto tanto che, quando si trova nel teatro della scuola, recita dei pezzi dell'opera “Macbeth”.
I suoi poteri sono tanti: riesce a controllare le persone sia vive che morte (come con Anna e Frank Agglin), sposta oggetti col pensiero, riesce a rendersi invisibile persino da chi ha la seconda vista, e tira palle infuocate. Parla con i suoi sottoposti e vede i progressi di Lazarus tramite uno specchio magico.
Nei primi schizzi del personaggio era un mostro con gli organi interni allo scoperto e in uno schizzo più recente sembrava un gentiluomo del Rinascimento.
Peter Richmond
Ha cinquant'anni. Lo vediamo la prima volta nel filmato iniziale. All'inizio del gioco crediamo che il suo vero nome sia Peter Brook e che sia il professore di scienze killer di Montsaye High. In realtà è uno scienziato che è scappato dalla base segreta dove lavorava per colpa di Hawksmoor che vuole a tutti i costi lo spirito della collega Kate all'interno del suo corpo.
Era riuscito ad avere una vita alternativa: professore alla Montsaye High e Ghosthunter nel tempo libero per continuare le sue ricerche da solo e trovare un modo per far tornare Kate in vita. Tutto questo finisce quando, catturando uno spirito sotto il controllo di Hawksmoor (Frank Agglin), viene rintracciato dal cavaliere che, per farlo uscire allo scoperto, decide di uccidere 11 persone della scuola. Lo scontro finisce con la vittoria di Peter che riesce ad intrappolarlo nella Granata; così torna nel laboratorio e, con tutti gli agenti di polizia che lo stanno cercando per omicidio, è costretto ad andarsene per sempre lasciando dentro la Matrice persino lo spirito della sua assistente.
Lo si ritrova nell'isola di Devil's Scar , proprio dove aveva catturato Frank Agglin, e aiuta Lazarus ad uscire da lì. All'inizio sembra un alleato ma nell'ultimo livello si scopre che in realtà tutto ciò che vuole è non avere più niente a che fare con Hawksmoor. Per cercare di fuggire da tutto questo, si allea addirittura con il suo nemico pur di andarsene via. Così, appena vede Hawksmoor, ruba le armi a Lazarus e lo lascia alla sua mercé. Cambia idea proprio mentre cerca di fuggire, grazie al suo alter ego digitale che gli viene incontro con le sembianze di un grosso robot. Infatti quando Lazarus è in forma di fantasma, si può trovare una stanza dove si è rifugiato il Professore: l'audio non si sente ma dalle mosse che egli fa si capisce che sta iniziando a pentirsi per aver condotto Lazarus alla morte. Alla fine si sacrifica, attivando la potente “Bomba Zero” che fa saltare in aria la base, facendone scomparire lo spettro malvagio.
Quando Peter è con Lazarus gli si può fare del male e perde subito energia come un fantasma. Se lo si ferisce troppo, muore e il gioco finisce.
Richmond Digitale
Questo enorme macchinario parlante è l'unico alleato che dà istruzioni a Lazarus per la sua missione. Ha uno schermo con all'interno l'immagine della testa del professor Richmond e infatti ha la sua stessa voce ed anche il suo modo di parlare. Può parlare con Lazarus anche quando non è nel laboratorio grazie a una ricetrasmittente che lui ha dentro la giacca. Dona a Lazarus tutto l'occorrente e, ogni volta che lui cattura qualche fantasma, la macchina riesce a funzionare sempre meglio. Lazarus non ama parlarci, infatti lo prende in giro e lo ha soprannominato “la testa in una scatola”.
Anche s'è solito mentire per giungere ad i propri scopi come il Professore originale per i suoi scopi, è molto più umano di lui, tanto che gli fa una "ramanzina” dopo che lascia Lazarus al nemico. Alla fine del gioco viene trasferito dentro un robot attrezzato per sconfiggere fantasmi e nel suo “cuore” c'è la potente Bomba Zero. Viene quasi distrutto da Hawksmoor che con il suo potere cinetico lo fa cadere da una grossa altezza.
I tre Redneck (Pà, Junior e Billy Boy)
Questi tre abitanti di Oakville sono nemici della signora De Montford che aveva rapito la loro bambina. Il Professore e la sua assistente erano riusciti a riportarla a casa ma è stata di nuovo rapita quando Lazarus ha liberato i fantasmi dalla Matrice. Quando il ragazzo mette piede ad Oakville viene immediatamente scambiato per un alleato della donna e attaccato tramite le anime fasulle dei tre Redneck, un trucchetto imparato dal Professore. Quando poi entra nel loro territorio, viene derubato delle armi e del distintivo, non avendo granché a genio neppure la polizia, e viene chiuso in una cella dopo che Junior lo mette K.O. con un pugno.
Viene liberato grazie ad Astrale che era molto conosciuta dai tre uomini, avendoli aiutati in passato. Così chiedono a Lazarus di prendere il posto del Professore e aiutarli a sconfiggere la donna una volta per tutte. Alla fine della vicenda, Lazarus si vendica del cazzotto di Junior ridandogliene uno indietro che lo fa finire per terra.
Il capo famiglia dei tre è un anziano signore vestito da cowboy che i figli chiamano "Pà" Junior è alto, grasso e pigro e il suo spirito diventa quello di un uomo con la testa di coccodrillo armato di una motosega. Billy Boy è un ragazzo secco estremamente brutto e prende in giro il fratello per la sua mole; in versione fantasma è un cecchino con il volto coperto da uno straccio.
Jessie Planter
La bambina Redneck. È stata salvata tempo fa dalle fauci del Grande Coccodrillo da David De Montford che perse la vita. La madre del ragazzo, vedendola responsabile per la morte del figlio, la rapì ma venne salvata dal Professore. Quando Lazarus incontra il capo dei tre Redneck gli chiede di aiutarli a riprendere la loro bambina, rapita nuovamente dalla signora De Montford. La si trova nella terza versione della villa, quella più spaventosa, dentro una cameretta semi distrutta. Appena vede Lazarus si mette a correre e supera un varco spettrale che fa uscire fuori dall'abitazione sia lei che Lazarus. Ad aspettarli però c'era la signora De Montford con un fucile in mano, intenta a sparare alla piccola. Lazarus la salva intrappolando la signora nella granata e Jessie invita Lazarus a seguirla. Grazie a lei riesce a tornare velocemente all'inizio del livello, mettendo in moto una barchetta che era nelle vicinanze.
La bibliotecaria
È un fantasma che infesta la biblioteca della Montsaye nuova. È senz'altro morta per mano di Hawksmoor ma continua il suo lavoro con grande passione e, appena sente un rumore di troppo, ordina il silenzio. Scambia Lazarus per un custode della biblioteca e gli affida il compito di ritrovare e mettere a posto due libri. Per lei i libri sono praticamente sacri tanto che si scandalizza quando trova un libro in pessime condizioni. Racconta a Lazarus la storia di Hawksmoor e lo saluta prima di lasciarlo andare nel teatro per incontrare il cavaliere.
Ha l'aspetto di un'anziana signora senza occhi e vestita di beige. Fluttua nell'aria e parla davvero tanto.

## Livelli
I livelli di Ghosthunter sono in tutto 6 e sono molto diversi l'uno dall'altro. Gli unici livelli che sono uniti sono il primo e il terzo. Ogni livello ha la sua particolare storia di morte. Lazarus può passare da un livello all'altro attraverso l'unico varco per il trasferimento spettrale presente nel laboratorio del Professore che viene attivato dal Macchinario. Il secondo e il quarto livello sono stati ispirati a posti realmente esistiti, infestati da fantasmi.
- Primo livello: Montsaye High

È una delle scuole superiori di Detroit. È una scena del crimine da ormai 2 anni e la polizia non è riuscita a risolvere il caso per assoluta mancanza di prove; infatti tutte le vittime non presentavano nessun segno sui loro corpi. Poiché dopo il massacro, del Professor Brook non si avevano più notizie, la polizia di Detroit ha pensato che fosse lui il killer.
La scuola doveva essere demolita ma la squadra addetta alla demolizione era scappata perché sentiva rumori e voci inquietanti. Questo perché nel seminterrato c'è il laboratorio segreto del Professor Richmond dove i fantasmi vogliono uscire dalla Matrice e chiedono aiuto. Dal laboratorio di questo livello si passa per tutti gli altri tramite il varco verde all'entrata, ma questo non servirà nel terzo livello perché si deve semplicemente uscire dalla scuola.
L'intera storia di questa scuola viene spiegata solo quando si è arrivati al terzo livello e, più nel particolare, all'ultimo: il colpevole degli omicidi era il fantasma Hawksmoor che cercava il Professor Richmond. Della scuola si perlustra quasi tutto l'edificio e anche il giardino all'esterno.
Il primo livello non è veramente finito finché non si comincia il terzo e si ha il Lanciagranate; sopra le scale e vicino all'uscita ci sono 3 porte con sbarre di legno apribili con le granate esplosive. Al loro interno ci sono altri 3 Blue Spook.
- Secondo livello: Paludi

Ci si trova nella città fantasma di Oakville, nel Mississippi. La città aveva smesso di essere tale per una serie di catastrofi avvenute nella comunità, che vengono spiegate nelle pagine dell'Oakville Times : la potente industria mineraria, la De Montford Mining Corporation, era andata fallita dopo pochi anni che il proprietario, David De Montford, era morto nel salvare una bambina dalle fauci del Vecchio coccodrillo. Tra l'altro l'industria sfruttava i lavoratori, come si legge in un manifesto di protesta dentro le miniere. Questo aveva già mandato in crisi la città ma tutto crollò definitivamente quando si decise di aprire la diga, allagando così la povera cittadina di Oakville. Prima di questo però, due anni dopo la scomparsa di David De Montford, scorparve una bambina, Jessie Planter, forse la figlia del capo dei cecchini Redneck, rapita dalla signora De Montford, credendo che fossero i responsabili della morte del figlio. Gli unici abitanti del posto sono proprio i Redneck, in continuo conflitto con la ricca signora. Si sa che il Professore risolse tutto ma, ora che Lazarus ha liberato il fantasma della donna, ha di nuovo rapito la bambina.
Si ha a che fare con molti spiriti che non si possono catturare ma si scopre che non sono spiriti veri e propri, bensì delle specie di ologrammi dei cecchini Redneck. Questo livello è il più lungo e impegnativo del gioco; verso la fine ci sono i luoghi e i fantasmi più macabri di Ghosthunter. L'esplorazione viene fatta all'intera Oakville partendo dal cimitero, alla cittadina, e al covo dei Redneck per poi perlustrare la villa della De Montford e ritornare al cimitero.
- Terzo livello: Scuola nuova

Si parte dalla vecchia Montsaye per poi entrare nel nuovo edificio scolastico accanto. Internamente è molto più moderna e grande dell'altra scuola ma le condizioni di alcune stanze sono peggiori. Si devono perlustrare molte classi e fare un lungo percorso tra le macerie per ottenere le munizioni fumogene del Lanciagranate. Dopodiché si passa alla biblioteca dove, lo spirito della Bibliotecaria e i libri stessi, daranno a Lazarus altre prove per ricostruire la storia degli omicidi di Montsaye High, del Professore e di Hawksmoor. Infine c'è lo scontro finale nel teatro della scuola.
- Quarto livello: Nave fantasma

È ambientato sulla M.S.H. Victoria, una nave fantasma britannica del periodo della seconda guerra mondiale, precisamente del '45. All'inizio sembra di essere in una base militare ma in realtà si scopre di trattarsi solo della stiva dove erano state lasciate tutte le armi e i mezzi dell'esercito.
La storia viene spiegata da entrambi i punti di vista del Colonnello Fortesque e del Capitano della nave Kraken tramite registrazioni e fogli di diario: l'esercito britannico era riuscito a sottrarre ai nazisti molti oggetti di valore tra cui il maledetto Pugnale di Poseidone, che si racconta, abbia portato i marinai di qualsiasi nave alla morte. Il Colonnello e i suoi uomini portano il carico sulla nave non sapendo che il Capitano Kraken conosce la maledizione.
Così il Capitano si mette d'accordo con la sua ciurma e, dopo 3 suoni di campana, attaccano i soldati britannici. Kraken punta il Pugnale ma il Colonnello Fortesque lo ferma. Il Colonnello riesce a infilzarlo con quello stesso oggetto maledetto ma Kraken lo decapita con la sua mannaia. Nello scontro muoiono tutti e la nave va a picco. Dopo un po' di tempo i fantasmi della ciurma si fondono con quello di Kraken formando un'enorme bestia piena di tentacoli.
I fantasmi delle due fazioni non hanno mai smesso di combattere: il Colonnello vuole continuare la sua missione proteggendo il Pugnale di Poseidone mentre la Bestia continua a fagocitare i suoi uomini pur di avere quell'oggetto. Anche se i buoni saranno i fantasmi dei soldati, Lazarus sarà comunque costretto a imprigionarli nella Matrice per una buona parte del livello finché non si ricongiunge al Colonnello. La nave viene quasi tutta esplorata e il livello si conclude nella sala da ballo.
- Quinto livello: Isola Prigione

L'isola di Devil's Scar ha avuto al suo interno i peggiori criminali, tutti uccisi dalla “Vecchia fumosa”, la sedia elettrica più usata dello Stato. Il Guardiano Warden Mc Carthy era molto famoso per il suo regime duro e per il fatto che nessun detenuto era mai riuscito a scappare dall'isola. Il suo record diventò polvere quando lo Stato mandò a Devil's Scar il detenuto Joey “Houdini” Holdbrook che era sempre riuscito ad evadere da tutti gli altri penitenziari, cosa che gli è valso il suo soprannome. Warden la prese come una sfida ma il detenuto riuscì a scappare anche nel suo penitenziario e lui, pieno del suo orgoglio, non volle ammettere la sconfitta nemmeno alla radio, dicendo che Holdbrook era morto sicuramente nella stanza della fornace. Tramite una cartolina nell'ufficio del penitenziario, si legge che Holdbrook era andato in vacanza a Rio de Janeiro. È probabile che questa storia abbia fatto chiudere per sempre il penitenziario, ora pieno di fantasmi.
Un'altra storia importante di quest'isola-prigione è quella di Frank Agglin, un poliziotto che una sera è impazzito e ha ucciso la moglie. L'uomo era però innocente: Hawksmoor lo aveva posseduto costringendo il suo corpo a muoverlo come voleva. Non si sa perché lo abbia fatto ma quello che è certo è che lo spirito dell'uomo è sempre sotto il controllo del cavaliere. Un altro particolare che non è svelato è se fosse morta tra le fiamme anche la figlia in quella stessa notte: le guardie della prigione tormentavano Frank con questa storia ma non si sa se sia vera. Il dubbio rimane perché Lazarus trova il fantasma di sua figlia nella sua cameretta e i disegni nella parete della stanza mostrano Frank che uccide l'intera famiglia.
L'isola si esplora tutta partendo dal molo: l'interno del penitenziario con gli uffici, le celle, l'infermeria e il braccio della morte, la discarica e infine, si esce vicino al faro dell'isola.
- Sesto livello: Base militare

Il Professore porta Lazarus nel luogo dove prima lavorava, la base militare segreta nel cuore dell'Arizona. Dopo l'incidente avvenuto con il corpo di Kate Heller, fa la sua comparsa Hawksmoor che riesce con il suo carisma a convincere l'intera base a lavorare per lui. Il Professore però scappa e torna alla vita normale.
Non si sa che cosa sia successo alla base quando il Professore se n'è andato ma quello che è certo è che il posto pullula di fantasmi di scienziati e di Ghosthunters, i cui cadaveri sono presenti in una enorme stanza. In più è stato portato l'intero castello di Hawksmoor al suo interno. Il professore però spiega a Lazarus della Bomba Zero, una grande invenzione a cui lavoravano, che avrebbe eliminato del tutto i fantasmi. Questo livello è pieno di sorprese e si conclude con la distruzione di tutta la base. Non si potrà esplorarla tutta perché molte porte sono bloccate e Lazarus è costretto a seguire il Professore.

### Curiosità sui livelli
- Nella stanza del bidello del primo livello, c'è il poster di una ragazza in bikini. Lazarus si gira sempre verso di lei e se il personaggio le va vicino, lui le fischia.
- Sempre nel primo livello, dentro un'aula, c'è una macchina delle diapositive funzionante: si possono vedere immagini inquietanti del delitto di Montsaye.
- Accanto al Richmond digitale c'è il pannello di controllo della Matrice. Lazarus può analizzare i fantasmi attraverso il pannello e dare loro fastidio con getti di vapore per osservare le loro diverse reazioni. Purtroppo questo “giochino” può essere fatto solo alla fine dei primi 3 livelli.
- A casa De Montford c'è davvero un telefono all'ingresso, come detto in un filmato d'intermezzo, e Lazarus può provare a chiamare.
- Nella stanza dei giochi all'interno della casa infestata, c'è una sedia a dondolo: se il personaggio gli va addosso la sedia si muove e scricchiola. Stranamente questo non accade nell'altra stanza gemella.
- Se si colpisce David e il Vecchio coccodrillo con le armi normali, questi perdono pezzi di carne.
- Nel bagno di casa De Montford c'è uno specchio che riflette un corridoio vero e proprio tanto che se si prova a vederlo da diverse angolazioni, lo si vede spostato in profondità.
- Aprendo varie volte le porte del salone quando sono incantate, si esce dalla porta del balcone in alto.
- Nella cucina della prima casa infestata si può chiudere il frigo andandoci a sbattere contro e muovere i pezzi di carne nel muro; anche i manichini della cameretta si muovono (in modo strano) se Lazarus li tocca.
- Prima della stanza del Chirurgo ci sono 3 celle con lo spioncino aperto. Anche se non ci si può assolutamente entrare, i ragazzi dello Studio Cambridge si sono presi la briga di farne l'interno, visibile soltanto con lo zoom del Fucile di precisione: due celle hanno il gabinetto e un grosso buco sul muro. Ma il particolare inquietante è un cadavere nero letteralmente sdraiato sopra il gabinetto della cella centrale.
- Nella stanza del Chirurgo ci sono delle celle per contenere i cadaveri che si aprono e si chiudono a caso quando Lazarus gli va vicino.
- Ad un certo punto Astrale dovrà possedere una Guardia per aprire una porta. Se si ha abbastanza energia, Astrale può possedere anche tutte le altre e usare la loro stessa pistola per abbatterle. Non oppongono resistenza e cadono a terra come morte.
- Per un buffo errore grafico nella stanza del biliardo, Lazarus può prendere una munizione per il fucile attraverso il muro.
- Nell'appartamento di Frank Agglin c'è uno specchio: se Lazarus ci si specchia quando ancora c'è il sole, si vede il riflesso di Frank Agglin; se Lazarus ci si specchia quando è sera, c'è il normale riflesso di Lazarus.
- Se si accende la torcia del fucile accanto allo specchio degli Agglin quando è giorno, si vedrà un errore di grafica: il trasparente braccio di Frank Agglin attorno a quello di Lazarus.
- Quando si entra nella stanza della figlia di Frank, l'orsacchiotto per terra muove per poco la testa a destra e a sinistra.
- Sempre nella stanza della bambina, se si usa la torcia con il raggio viola, i disegni attaccati sul muro cambieranno soggetto: sono immagini inquietanti dove il padre uccide tutta la famiglia. Questo trucco funziona solo nella versione europea.
- Il nome della figlia di Frank Agglin è visibile nei disegni che ha appeso nella sua stanza. Sono firmati “Polly”.
- Le armi del Richmond digitale sono inutili: cercare di eliminare i fantasmi che lo seguono fa perdere tempo ed energia. Se si lasciano stare, al robot non succederà praticamente nulla.

## Fantasmi
Nel mondo di Ghosthunter ogni uomo ucciso prima del suo tempo diventa un fantasma. Quando il fantasma si carica di emozioni negative si trasforma in un mostro spietato. Compito del Ghosthunter è quello di catturarli per evitare che mietano vittime.
Nel gioco esistono 21 razze di fantasmi catturabili. Alcuni però non sono da prendere né da combatterci contro come la bibliotecaria, il trapanatore, il cavaliere, la moglie e la figlia di Frank Agglin e Hawksmoor (che sarà però il boss finale). I cecchini e coccodrilli Redneck e gli orsacchiotti delle Figlie di Oakville sono spiriti particolari, impossibili da catturare. Le braccia della Bestia, invece, vanno allontanate con la dinamite. Le razze che incontriamo sono:
- Revenant: Fantasma comune. Sono spiriti molto grossi che si sono spinti troppo oltre nel mondo dei vivi e questo li rende dei fantasmi a metà, perché sono molto vulnerabili agli attacchi con armi normali. Infatti il Revenant quando è marrone è tangibile ma quando diventa bianco è assolutamente intoccabile. Attacca con la sola forza e riesce a spostarsi anche trasformandosi in una piccola sfera volante. Astrale ha bisogno di possederne uno nel quinto livello per poter sfruttare la sua forza. Nome latino: Asimositas repeto
- Blue Spook: Il fantasma più comune. Come dice il nome, è un semplice spettro volante blu che a volte si camuffa da persona per prendere il nemico di sorpresa. I suoi attacchi consistono nello sputare ectoplasma e andare addosso a Lazarus con l'aspetto di una luce bianca. È molto facile da catturare. Nome latino: Phasmatis puteulanus
- Balestriere: Fantasma medievale. Attacca soltanto con la balestra.
- Cavaliere armato di maglio: Fantasma medievale. È enorme e attacca con un martello gigante. Se si copre con lo scudo i colpi non lo indeboliscono. È molto resistente.
- Urlatore: Come dice il nome è un fantasma che emette delle urla molto fastidiose quando vede qualcuno. L'unico modo per catturarlo è muoversi furtivamente e sparargli solo dopo che si è addormentato sulla sua cuccia. Ha l'aspetto simile a quello di un maiale volante e infatti grugnisce. Può dissotterrare energia e anche Blue Spook. Gli urlatori controllano i cancelli: l'unico modo per passarli è aspettare che lui li apra e non farsi vedere. Nome latino: Exululo volucris
- Bestia liquida: Ha l'aspetto di un mostro volante con la bocca simile a quella di uno squalo. “Liquida” perché in effetti sembra composto di acqua tanto da vedersi in trasparenza degli organi all'interno del suo corpo. I suoi attacchi sono simili a quelli del Blue Spook.
- Le figlie di Oakville: Sono fantasmi di bambine che giocano con il loro orsacchiotto Teddy. Quando si sentono minacciate l'orsacchiotto diventa enorme e mostruoso e la bambina perde i sensi; a quel punto è Teddy ad attaccare prendendo la bambina per i piedi e usandola come una frusta. Oltre a colpire con la bambina, può balzare addosso. Possono controllare le dimensioni e le camere ove si trovano e aprono varchi verdi nei muri per scappare. Una di loro darà due enigmi da risolvere a Lazarus.
- I figli di Oakville: Sono fantasmi di bambini sempre arrabbiati. Camminando si mimetizzano con il muro e quando si sentono minacciati si trasformano in un mostruoso vortice.
- Lady De Montford: Il suo nome è sconosciuto. All'inizio si pensa che sia viva e che abbia bisogno di aiuto; in realtà si è suicidata molto tempo fa, poco dopo la morte del figlio David, infestando la città fantasma di Oakville e rapendo bambini che sono adesso fantasmi. È sempre in guerra con i Redneck che li vede responsabili della morte del figlio. Lazarus la cattura in un filmato d'intermezzo fuori dalla sua casa, mentre sta per sparare con il suo fucile alla bambina Redneck. Nascosta in una stanza della sua casa, si trova il cadavere gigante di Lady De Montford seduta su una scricchiolante sedia a dondolo che la muove in avanti e indietro senza mai fermarsi.
- Il fantasma della palude: Questo fantasma gigantesco è la fusione di due spiriti: David De Montford e il Vecchio coccodrillo. David era il proprietario della miniera di Oakville, ucciso dal coccodrillo mentre cercava di salvare la figlia dei Redneck: così i due spiriti si sono uniti. Quando il coccodrillo è in acqua tiene David dentro la bocca e quando sono in superficie lo sputa fuori e David tiene l'animale al posto del braccio destro. David invece utilizza il coccodrillo come arma, spara ectoplasma dalla bocca e può anche lasciarsi cadere a terra per schiacciare Lazarus. Nella battaglia finale i due spiriti litigano tra di loro tanto che il coccodrillo si stacca da David portandogli via il braccio.
- Poltergeist: Sono spiriti invisibili persino a chi possiede la capacità della seconda vista. Per attaccare lanciano addosso tutti gli oggetti che hanno sotto mano come sedie, televisori, poltrone e pezzi di metallo. L'unico modo per vederli e prenderli è quello di fare del fumo o lasciargli cadere addosso dell'acqua. Solo nel quinto livello, quando il Professore modifica il Binocolo spettrale si possono vedere ma purtroppo viene distrutto poco dopo. Proprio in quel livello riescono a costruire un'enorme creatura formata dai rottami delle auto della discarica. Nome latino: Phasma commotanda
- Angelo della morte: Sono “cugini” dei Blue Spook. Hanno il loro stesso aspetto solo che sono neri, più grossi, più veloci, più resistenti e più forti. Il loro ectoplasma è fucsia e non hanno le altre due abilità dei Blue Spook.
- Soldato di fanteria: Sono soldati britannici morti nel '45 quando la M.S.H. Victoria è affondata con loro. All'inizio scambiano Lazarus per un nemico e lo attaccano. Usano solo una specie di mitraglietta per attaccare e sono molto resistenti. Quando camminano lasciano una scia di bollicine. Tutti loro sembrano non sapere che sono morti e pensano di essere sempre al tempo della guerra tanto da dire, quando il loro Colonnello scompare, che forse sia morto. Si fa la conoscenza di solo due di loro: del primo non si conosce il nome mentre il secondo, con la faccia maciullata, si chiama Nobby. I due hanno trovato a Lazarus un soprannome, Taff, che era quello di un loro amico scomparso per colpa della Bestia.
- Artigliere: Altri soldati britannici morti nel '45. Sono formati da due persone: uno è grasso e tiene in mano l'arma mentre l'altro, più piccolo e fuso con lui, lo rianima quando si mette a dormire. Spara a raffica e si può provare a prenderlo solo quando fa una pausa.
- Le anime perse: Alla fine del quarto livello, quando si deve abbattere la Bestia, tre anime escono fuori dal suo corpo; catturandole il mostro viene sconfitto. Sono molto difficili da vedere tanto che è necessario l'uso del Binocolo spettrale.
- Capitano Kraken: Dopo aver sconfitto la Bestia - un mostro formato dalle anime di tutti i marinai della nave più quella del loro capitano - torna sotto forma del Capitano Kraken che viene catturato, nel filmato d'intermezzo, dal Colonnello Fortesque.
- Colonnello Fortesque: Lazarus lo cattura nello stesso filmato d'intermezzo dove viene catturato Kraken. È il Colonnello stesso a chiederglielo per poter finalmente finire la missione; infatti non aveva mai vinto una battaglia. Prima cattura il Capitano Kraken con la Granata di Lazarus che ironicamente lancia come se fosse un anello, provandoci per due volte; il gioco degli anelli era infatti il suo preferito. Di lui si sa che si chiama Freddie e aveva un fratello di nome Bertie che picchiava spesso. Kraken gli aveva tagliato la testa e così il suo fantasma la perde sempre, e quando si ritrova senza corpo riesce a muoversi anche soltanto con quella, avendo una parte della colonna vertebrale che funge da coda.

Il Colonnello Fortesque è chiaramente ispirato al più famoso personaggio della Cambridge Studios, Sir Daniel Fortesque. Oltre ad avere lo stesso cognome ed avere entrambi ruoli di comando anche se non hanno mai vinto una battaglia in vita, li troviamo nel gioco solo da morti; entrambi hanno solo l'occhio destro, perdono la testa e sono inglesi. Caratterialmente sono entrambi simpatici e si cacciano sempre nei guai. Infine il Colonnello si è ritrovato a combattere contro il capitano di una nave e la sua ciurma proprio come è successo a Sir Dan in un livello di MediEvil.
- Guardie di Devil's Scar: Sono le guardie carcerarie dell'isola di Devil's Scar, come suggerisce il loro nome. Ce ne sono di due tipi: una ha la pistola e l'altra il manganello. Entrambe però hanno la caratteristica di colpire senza mai fermarsi. Sono molto facili da catturare. Astrale potrà possederne tante per far accedere Lazarus nella parte più interna del carcere.
- Chirurgo di Devil's Scar: Estremamente innocuo e facile da catturare. L'unica cosa che prova a fare è chiamare le Guardie in suo aiuto. Si trova nel suo studio dove ci sono sangue, teste e braccia mozzate.
- Guardiano elettrico: Conoscendo la storia e vedendo il numero della sua tuta da carcerato, si può chiaramente intuire che si tratti di Frank Agglin, finito sulla sedia elettrica per colpa di Hawksmoor. All'inizio mira al Professore e Lazarus deve proteggerlo. Attacca con potentissime scariche elettriche ed è molto resistente. Lo cattura Lazarus dopo che è sfinito, nel filmato d'intermezzo.
- Ghosthunters: Come dice il nome, sono Ghosthunter come Lazarus, morti nella base militare dove lavorava il Professore. Al contrario di Lazarus hanno la tuta completa e sparano con la sua stessa arma.

## Armi
Sono 7 le armi che Lazarus potrà usare durante il gioco. Ci sono armi con munizioni infinite, altre con munizioni che si trovano durante il viaggio e quelle che funzionano solo con l'energia spettrale. Oltre a catturare i fantasmi, sono utili anche per distruggere o muovere oggetti per poter continuare l'avventura.
- Glock17: Pistola da 9 mm; è l'arma d'ordinanza del dipartimento di polizia di Detroit. Le munizioni sono infinite. Spara 10 colpi alla volta. Si possiede dall'inizio del gioco.
- Fucile: Fucile d'assalto a pompa; un'altra arma d'ordinanza del dipartimento di polizia di Detroit. Gli agenti sono obbligati a tenere quest'arma dentro il bagagliaio del proprio veicolo e usarla solo quando necessario. Le munizioni si trovano sparse nei livelli. Spara 4 colpi alla volta. Si trova nell'auto di Lazarus nel primo livello, solo quando si esce una volta dalla scuola. Perciò se non viene presa subito, Lazarus non potrà mai averla. Senz'altro è l'arma più utile e forte dell'intero gioco.
- Fucile a impulsi: Arma caccia-fantasmi, attivata dall'energia spettrale. Si può caricare tanta energia e spararla tutta insieme al fantasma per fare più danni. Ha una torcia incorporata per vedere meglio nei luoghi con poca luce. Nel secondo livello vengono aggiunte altre due torce: con le stelle e viola. Lo dona il Macchinario nel primo livello insieme alla Granata.
- Fucile di precisione: Arma caccia-fantasmi, attivata dall'energia spettrale. È un'arma adatta per sparare meglio ai cecchini, essendo molto precisa, ma consuma molta energia e non è adatta per scontri normali. Lo zoom del fucile è molto utile per guardarsi intorno e osservare i particolari del gioco. Lo dona il Macchinario all'inizio del secondo livello.
- Lancia granate: Arma d'assalto pesante a gittata media. Lancia granate esplosive e fumogene. Le munizioni delle granate esplosive si trovano sparse nei livelli mentre basta prendere una sola munizione di quelle fumogene e Lazarus le può sparare all'infinito. Le esplosive servono per aprire varchi mentre le fumogene per trovare i Poltergeist. Lo dona il Macchinario all'inizio del terzo livello.
- Laccio spettrale: Arma caccia-fantasmi, attivata dall'energia spettrale. Arma a lunga gittata, attrezzata per sottrarre energia spettrale da lontano. Quest'arma la si trova solo nel quinto livello dentro una chiesa diroccata fuori dal penitenziario. Funziona come un lanciafiamme. È un'arma molto forte ma consuma moltissima energia.
- Tecnopistola: Arma caccia-fantasmi dotata della tecnologia anti-fantasma sviluppata dal genio militare statunitense. Arma top secret di cui si hanno poche informazioni. Viene data a Lazarus e ad Anna dal Professore, nella sfida contro il boss finale. Ha munizioni infinite e ne spara 100 alla volta. Può contenere energia e rispararla tutta in una volta come il Fucile a impulsi. La particolarità dell'arma è che invece di indebolire i fantasmi, li annienta del tutto.

## Oggetti
Durante il gioco sono molte le cose che Lazarus dovrà raccogliere per andare avanti. In primis c'è l'energia spettrale (blu) e l'energia vitale (arancione) che i fantasmi buttano fuori quando stanno per indebolirsi o che si trovano per terra (per avere energia spettrale gratis si può sparare ai ratti); poi ci sono le munizioni per le armi e oggetti di tutti i tipi che servono per proseguire l'avventura. Importantissimi sono i fogli caduti a terra che Lazarus può leggere per conoscere meglio la storia del luogo o appunti del Professore che gli possono servire per combattere al meglio contro gli spiriti.

### Oggetti da Ghost Hunter
- Granata: La Granata intrappola uno spettro nella nostra realtà. Quando viene lanciata e si attacca al fantasma, mostra la resistenza e l'energia dello spirito. La Granata rende le armi reali più efficaci e cattura lo spirito una volta indebolito. Se l'energia che serve a Lazarus (sia la blu che l'arancione) è molto lontana, tanto che non si può prendere, se lancia la Granata verso l'energia riesce ad attirarla a sé. Viene donata dal Macchinario insieme al Fucile a impulsi. Lazarus la tiene nella coscia sinistra e la lancia come un frisbee. I fantasmi che vengono intrappolati vanno automaticamente nella Matrice.
- Binocolo spettrale: Sembrano un paio di occhiali che Lazarus porta sulla fronte. Con quest'oggetto si può vedere meglio un fantasma e la sua energia. Alla fine del quinto livello il Professore lo modifica tanto da poterci vedere addirittura i Poltergeist. Purtroppo viene rotta poco dopo e non sarà più riutilizzabile.

### Oggetti vari
Piede di porco, Chiave, Dinamite, Pezzo quadro 1 e 2, Caleidoscopio, Lente, Fiala, Libro: L'aquila Nera, una leggenda medievale; Libro: Un'odissea astrale, i diari del Professor Peter Richmond; Munizioni del carro armato, Pugnale di Poseidone, Rosa, Foto, Orsacchiotto, Statuetta, Pistone.